# 孟民族解放军
孟民族解放军（縮寫 MNLA）是缅甸的一支孟族地方武装部队。它是新孟邦党的武装部队，自1949年以来以不同的名号对抗着缅甸中央政府。